# Dagetichthys lakdoensis
A Dagetichthys lakdoensis a csontos halak (Osteichthyes) főosztályának a sugarasúszójú halak (Actinopterygii) osztályába, ezen belül a lepényhalalakúak (Pleuronectiformes) rendjébe és a nyelvhalfélék (Soleidae) családjába tartozó faj.
Nemének egyetlen faja.

## Előfordulása
A Dagetichthys lakdoensis a kameruni Benue-folyó medencéjében honos.

## Megjelenése
Ez a halfaj legfeljebb 40 centiméter hosszú.

## Életmódja
A Dagetichthys lakdoensis trópusi, édesvízi, fenéklakó halfaj.